# Waldbach (Waldbach)
Der Waldbach ist ein 1,4 km langer, orografisch linker Nebenfluss des gleichnamigen Waldbachs südwestlich von Gürzenich in Nordrhein-Westfalen, Deutschland.

## Geographie
Der Bach entsteht im Eichenbruch südwestlich von Gürzenich auf einer Höhe von 153 m ü. NN. Hier fließen im Bereich den Wohngebiets Eichenbruch mehrere kürzere Bäche zusammen und werden teils unterirdisch durch das Wohngebiet geführt. Der längste Quellbach ist rund 600 m lang und entspringt auf 160 m ü. NN. Von hier aus fließt der Bach in nordöstliche Richtung ab und mündet im Bereich des Schillingparks auf 142 m ü. NN in den gleichnamigen Waldbach. Bei einem Höhenunterschied von 11 m (mit Quellbach 18 m) beträgt das mittlere Sohlgefälle 7,9 ‰ (9,0 ‰).